# Inma Pelegrín
María Inmaculada Pelegrín López, més coneguda com a Inma Pelegrín, (Lorca, 10 d'octubre de 1969) és una poeta espanyola que ha rebut diversos premis per la seva obra.
Des dels seus primers treballs la seva poesia ha calat i triomfat en molts fòrums. Ha participat en diversos esdeveniments i tallers poètics. Per a Inma, la poesia ens ajuda, si no a trobar respostes, a fer-nos les preguntes apropiades.
El 2022 als Premis Literaris Jaén de CajaGranada Fundació, va guanyar la categoria de poesia amb La teoria de les coses, un llibre que abunda en un tema recurrent. "És que les coses em persegueixen. És inevitable", comenta en unes declaracions. Sobre l'obra, el jurat va subratllar la seva originalitat a l'hora de tractar temes d'actualitat. Amb un to gairebé Pop i un rerefons literari i cultural molt ampli, ha creat un treball diferent i carregat d'ironia. De la mateixa manera, el llibre explora totes les possibilitats del vers clàssic.

## Trajectòria
Va néixer el 10 d'octubre de 1969, a Llorca (Regió de Múrcia). Es va llicenciar en Filosofia i Ciències de l'Educació i en Psicologia.
És membre del grup poètic 'Espartaria, creat amb l'objectiu d'afavorir publicacions i actes entorn de la literatura i col·labora amb el portal educatiu i de divulgació artística en Internet Contraclave.
Inma Pelegrín ha rebut diversos premis per la seva trajectòria:
- XXIV Premi Internacional de Poesia ‘Antonio Machado en Baeza’ (2020), sota el pseudònim ‘Lola Quiñonero' per la seva obra 'Totes direccions'
- Premi Hispanoamericà de Poesia Juan Ramón Jiménez per 'Qüestió d'hores'
- I Premi Pulchrum 2020, concedit per la Fundació OLumen
- Premi internacional de poesia Gerardo Diego (2008) pel seu poemari Òxid.

## Obra
- 2008 - Òxid. Pretextos. ISBN 8481918687. ISBN 9788481918687
- 2009 - Univers improbable. Tres Fronteres. DL: MU-420-2009
- 2009 - Univers improbable. Tres Fronteres. DL: MU-420-2009
- 2012 - Qüestió d'hores (Dies fugit). Col·lecció Juan Ramón Jiménez. L'Illa de Siltolá. ISBN 8415422954. ISBN 9788415422952
- 2014 - El soroll del desglaç. Amargord. ISBN 8416149593. ISBN 9788416149599
- 2016 - Error de càlcul. Edicions del 4 d'agost
- 2020 - Totes direccions. Hiperión. ISBN 8490021686. ISBN 9788490021682. EAN: 9788490021682

## Obra col·lectiva
- 2008 - Draps bruts. Tres Fronteres. ISBN 8475644252. ISBN 9788475644257
- 2014 - Animals entre animals. Antologia poètica. Raspabook. ISBN 978-84-943131-0-3. EAN: 9788494313103
- 2015 - La font de plata. Antologia poètica Espartaria 2015. Grup Poètic Espartaria.

## Catàlegs expositius
- 2017 - Latente: Miriam Martinez Abellán. Casa del Mar del Ayuntamiento de Mazarrón. Concejalía de Cultura.
- 2016 - Origen: Carmen Baena, Pepe Yagües: Galerie Gilgenmann.